# 哈塞·汤姆森
哈塞·汤姆森（瑞典語：Hasse Thomsén，1942年2月27日—2004年4月26日），瑞典前男子拳击运动员。他曾代表瑞典参加1972年夏季奥林匹克运动会拳击比赛，获得男子重量级铜牌。